# CAGE FORCE 01
CAGE FORCE 01（ケージ・フォース・ワン）は、日本の総合格闘技団体「CAGE FORCE」の大会の一つ。2006年11月25日、東京都江東区有明のディファ有明で開催された。

## 大会概要
大会名称を「D.O.G」から「CAGE FORCE」へ変更し、第1回大会が行なわれた。名付け親でもあるスーパーバイザー宇野薫がケージで挨拶を行なった。

## 試合結果
第1試合 ミドル級 5分2R
○  美木航 vs.  池田祥規 ×
2R終了 判定3-0
第2試合 78kg契約（肘なし） 5分2R
○  吉田善行 vs.  橋本朝人 ×
1R 0:35 TKO（レフェリーストップ：右肘の脱臼）
第3試合 バンタム級（肘あり） 5分2R
○  砂辺光久 vs.  ホベルト・マツモト ×
1R終了時 TKO（ドクターストップ：左膝の負傷）
第4試合 バンタム級（肘あり） 5分2R
○  山本篤 vs.  田澤聡 ×
2R終了 判定2-0
第5試合 87kg契約（肘なし） 5分2R
○  渋谷修身 vs.  ハマン・レイズ ×
1R 2:51 三角絞め
第6試合 ライト級（肘あり） 5分2R
△  タクミ vs.  高橋渉 △
2R終了 判定1-0
第7試合 ウェルター級（肘あり） 5分3R
○  井上克也 vs.  花井岳文 ×
2R 3:29 TKO（レフェリーストップ：パウンド）
第8試合 ライト級（肘あり） 5分3R
○  光岡映二 vs.  ダニーロ・カルドゾ・ザノリニ ×
1R 1:23 腕ひしぎ十字固め
第9試合 フェザー級（肘あり） 5分3R
○  エイドリアン・パン vs.  中原太陽 ×
3R 2:00 三角絞め